# Xylographus javanus
Xylographus javanus is een keversoort uit de familie houtzwamkevers (Ciidae). De wetenschappelijke naam van de soort werd in 1937 gepubliceerd door Maurice Pic.